# Ceylon Petroleum Corporation
Ceylon Petroleum Corporation (CEYPETCO) é uma companhia petrolífera estatal do Sri Lanka.

## História
A companhia foi estabelecida em 1962 em Colombo.